# Grimmia elatior
Grimmia elatior (deutsch Hohes Kissenmoos) ist eine Laubmoos-Art aus der Familie Grimmiaceae.

## Merkmale
Grimmia elatior wächst in grünen bis dunkelgrünen, durch die Glashaare grau schimmernden, lockeren, leicht zerfallenden, oft ausgedehnten Polstern. Die kräftigen, aufsteigenden bis aufrechten und gabelig verzweigten Pflanzen sind ziemlich gleichmäßig beblättert und werden bis 8 Zentimeter groß. Die Blätter sind bis 4 Millimeter lang, aus breitem, herablaufendem Grund allmählich in die Glasspitze verschmälert, oben gekielt und im Querschnitt V-förmig. Die fast glatte Glasspitze ist kurz oder erreicht oft die halbe Länge der Blattspreite. Trockene Blätter sind anliegend, beim Anfeuchten biegen sie sich sparrig zurück und bleiben dann aufrecht abstehend. Die Blattränder sind zurückgebogen, an einer Seite stärker, an der anderen weniger stark, gegen die Blattspitze zu sind sie beidseitig flach. Die Rippe ist sehr kräftig mit bis 6 Zellschichten, tritt an der Blattrückseite (dorsal) stark hervor und bildet an der Blattoberseite (ventral) eine Längsrinne. Die Blattgrundzellen sind neben der Rippe verlängert rechteckig, die Zellwände verdickt und buchtig, an den Blatträndern rechteckig, glatt und hyalin. Die Zellen der Blattmitte sind kurzrechteckig, dickwandig und stark oder schwach buchtig, in der Blattspitze rundlich quadratisch. Die Blätter sind unten einzellschichtig, in der oberen Hälfte zwei- oder dreizellschichtig, an den Rändern bis fünfzellschichtig. Die Zellaußenwände sind glatt bis papillös.
Die Geschlechterverteilung ist diözisch. Kapseln sind nicht selten vorhanden. Die Seta ist 3 Millimeter lang und gebogen, die ovale, waagrechte bis hängende Kapsel ragt aus den Blättern heraus. Sporenreifezeit ist etwa von Mai bis Juni.

## Standortansprüche und Verbreitung
Die Art wächst an lichtreichen, halbschattigen, trockenen Stellen auf Silikatgestein. Sie kommt in Österreich und der Schweiz überwiegend in hochmontanen bis alpinen Höhenlagen der Alpen zerstreut vor. Für Deutschland gilt sie als sehr selten, es gibt in neuerer Zeit einige Fundmeldungen aus dem Hochschwarzwald und den Alpen.
Weltweit gibt es Vorkommen in Europa, in Asien und in Nordamerika.